# Yaetanytarsus iriomotensis
Yaetanytarsus iriomotensis är en tvåvingeart som beskrevs av Sasa 1991. Yaetanytarsus iriomotensis ingår i släktet Yaetanytarsus och familjen fjädermyggor. Inga underarter finns listade i Catalogue of Life.